# Charles Tomlinson Griffes
Charles Tomlinson Griffes (Elmira, Nueva York, 17 de septiembre de 1884-Nueva York, 8 de abril de 1920) fue un compositor estadounidense de obras para  piano, voz y conjuntos de cámara.

## Carrera musical
Tras cursar sus primeros estudios de piano y órgano en su ciudad natal, se trasladó a Berlín durante cuatro años para estudiar composición con Engelbert Humperdinck. De regreso a los Estados Unidos en 1907 comenzó a dar clases en la Hackley School para niños en Tarrytown, Nueva York, puesto que mantuvo hasta su temprana muerte, trece años más tarde.
Griffes es el representante más conocido del impresionismo musical norteamericano. Fascinado por el sonido exótico y misterioso de los impresionistas franceses, que le influenciaron de forma notable en su forma de componer durante su estancia en Europa, estudió también el trabajo de los maestros rusos contemporáneos, como Aleksandr Skriabin, cuya influencia es también patente en su obra, por ejemplo en el uso de las escalas sintéticas.
Sus obras más famosas son su White Peacock para piano (1915, orquestada en 1919); su Sonata para piano (1917-18, revisada en 1919); el poema sinfónico, The Pleasure Dome of Kubla Khan, basado en un fragmento literario de Coleridge (1912, revisado en 1916), y el Poema para Flauta y Orquesta de 1918. 
Escribió también numerosas obras programáticas para piano, conjuntos de cámara y voz. La cantidad y calidad de sus composiciones es notable, particularmente si se toma en consideración la brevedad de su vida y su dedicación completa a la docencia, y muchas de ellas todavía se interpretan. Su obra inédita Sho-jo (1917), un drama pantomímico en un acto basado en temas de la música japonesa, es una de las primeras obras de un compositor norteamericano que muestran una inspiración directa de la música de este país de Oriente.